# أحمد جويلي
أحمد جويلي (1937- 22 شوال 1435 هـ / 18 أغسطس 2014) وزير مصر الأسبق للتموين، كما شغل منصب محافظ دمياط والإسماعيلية.

## النشأة
ولد دكتور أحمد جويلي بقرية نكلا العنب، مركز إيتاي البارود، بمحافظة البحيرة، وحصل على بكالوريوس العلوم الزراعية من كلية الزراعة، جامعة الإسكندرية، بامتياز مع مرتبة الشرف في عام 1957، ودرجة الماجستير في الاقتصاد من جامعة «كاليفورنيا-بركلي»، بالولايات المتحدة الأمريكية، عام 1962، ودرجة الماجستير في الإحصاء الرياضي في عام 1964، ثم درجة دكتوراه الفلسفة في الاقتصاد الزراعي في 1962.

## المؤهلات العلمية
- بكالوريوس في العلوم الزراعية، كلية الزراعة، جامعة الإسكندرية، بامتياز مع مرتبة الشرف 1957 م
- ماجستير في الاقتصاد، جامعة كاليفورنيا، بركلى، الولايات المتحدة 1962
- ماجستير في الإحصاء الرياضي، جامعة كاليفورنيا، بركلى، الولايات المتحدة 1964
- دكتوراه الفلسفة في الاقتصاد الزراعي، جامعة كاليفورنيا، بركلى، الولايات المتحدة 1962

## التاريخ الوظيفى
- مهندس زراعى بالهيئة العامة للإصلاح الزراعي 1957م - 1958م
- معيد بكلية الزراعة بجامعة الإسكندرية 1958م - 1959م
- عضو بعثة لدراسة الدكتوراة بجامعة كاليفورنيا، الولايات المتحدة الأمريكية 1959م - 1964م
- باحث بقسم الاقتصاد الزراعي بجامعة كاليفورنيا بركلى، الولايات المتحدة 1964م - 1965م
- مدرس بقسم الاقتصاد الزراعي بكلية الزراعة بجامعة عين شمس 1965م - 1971م
- أستاذ مساعد ورئيس قسم الاقتصاد الزراعي بكلية الزراعة بجامعة الزقازيق1971م - 1974م
- أستاذ ورئيس قسم الاقتصاد الزراعي بكلية الزراعة بجامعة الزقازيق 1974م - 1984م
- محافظ دمياط 1984م - 1991م
- محافظ الإسماعيلية 1991م - 1994م
- وزير التموين والتجارة الداخلية 1994م - 1996م
- وزير التجارة والتموين 1996 م-1999 م
- أستاذ الاقتصاد الزراعي المتفرغ بكلية الزراعة جامعة القاهرة منذ نوفمبر 1999م
- أمين عام مجلس الوحدة الاقتصادية العربية منذ يونيو 2000م حتي 2010م

## الجوائز ومظاهر التقدير
- رئيس مجلس إدارة الجمعية المصرية للاقتصاد الزراعي منذ عام 1990م
- عضو وممثل الجمعية العالمية للاقتصاديين الزراعيين في الشرق الأوسط
- عضو الجمعية المصرية لتحليل السياسات
- عضو الجمعية المصرية للاقتصاد السياسي
- عضو مجلس إدارة أكاديمية البحث العلمي والتكنولوجيا 1986-1992
- عضو مجلس أمناء المركز الدولي لبحوث القمح والذرة بالمكسيك سميت
- عضو المجلس القومى للإنتاج والشئون الاقتصادية
- عضو مجلس بحوث الزراعة والغذاء بأكاديمية البحث العلمي والتكنولوجيا
- رئيس مجموعة دراسات الآثار المترتبة على البحث العلمي الزراعي على التنمية المصرية
- عضو لجنة ترقية أعضاء هيئة التدريس في مجال الاقتصاد الزراعي
- رئيس لجنة الاختيار لجوائز الدولة التشجيعية والتفوق العلمي في مجال البحوث الزراعية، أكاديمية البحث العلمي والتكنولوجيا
- حائز على جائزة الدولة التقديرية في العلوم 1991م
- حائز على وسام الفنون والعلوم من الدرجة الأولى 1995م
- حائز على جائزة هاس الدولية، جامعة كاليفورنيا، بركلى، الولايات المتحدة 1998م
- عضو مجلس الشعب في الدورة 1995-2000 دائرة الجيزة أول

## الخبرة والإسهامات في التنمية
أولاً: على الصعيد المصري
1. مستشار لوزارة الزراعة في مجال السياسة الزراعية ورئيس مشروع تطوير النظم الزراعية الممول من هيئة المعونة الأمريكية بالاشتراك مع جامعة كاليفورنيا - ريفز مشترك رئيسى في وضع إستراتيجية التنمية الزراعية المصرية في الثمانينيات اشترك في الدراسات الرئيسية الخاصة بمعوقات التنمية الزراعية المصرية في الثمانينيات، اشترك في الدراسات الرئيسية الخاصة بمعوقات التنمية الزراعية المصرية 1976 م وكذلك فيدراسة الإسراع بمعدلات التنمية الزراعية 1982 م
2. وزارة التموين والتجارة الداخلية عضو باللجنة الوزارية لدراسة «مشكلة الغذاء في مصر والحلول المقترحة لمواجهتها» 1982 وبحكم مسئوليته كوزير كان مسئولاً عن التخطيط وإدارة المخازن الاستراتيجية من السلع الرئيسية خاصة القمح والسكر والزيوت كذلك الاشراف على السوق المصري ومتابعة حالة العرض والطلب وتحركات الأسعار والربط بين السوق المحلى والسوق العالمي وضبط مواصفات السلع وسلامتها والمنافسة بين الأطراف الفاعلة في السوق
3. وزارة استصلاح الأراضي الاشتراك في دراسات جدوى مشروعات استصلاح واستزراع الأراضي والتراكيب المحصولية الملائمة ونظم إدارة ونظم إدارة وحيازة الأراضي الجديدة وإدارة الموارد المائية والأرضية
4. مؤسسة فورد مستشار لمؤسسة فورد في الشرق الأوسط في الفترة من1975 م-1980 م خلال هذه الفترة تم انجاز أول حصر شامل للإدارة المزرعية في مصر وتحليله واتاحته كقاعدة معلوماتية أساسية لتحليل البرامج الزراعية
5. الإدارة المحلية رئيس لجنة مشروع التنمية المحلية والذي تضمن اقامة حوالي عشرين ألف مشروع إنتاجى وحرفى صغير في أرجاء مصر في الفترة من 1986-1992 وبحكم وظيفته كمحافظ لمحافظتى دمياط والإسماعيلية قام بالتخطيط وبالتنفيذ لخطط متكاملة للتنمية المتواصلة بجوانبها المختلفة الزراعة، الصناعة، الصناعات الصغيرة، التعليم، الصحة، البيئة الخ

ثانياً: على المستوى الإقليمى
1. خبير اقتصادى في تحليل جدوى مشروعات التنمية بالصومال 1968 م-1969 م
2. خبير اقتصادى في تحليل جدوى مشروعات الزراعة الآلية بالسودان 1971 م
3. خبير اقتصادى لتحليل جدوى مشروع تنمية وادى ابيان 1971 م، اليمن، دار الهندسة
4. خبير اقتصادى لتحليل جدوى إنتاج اللحوم بالسودان بالمنظمة العربية للتنمية الزراعية 1972 م
5. عضو فريق دراسة جدوى بإنتاج وتسويق الموز في جمهورية اليمن الجنوبي 1974 م
6. عضو فريق دراسة إنتاج وتسويق وتصدير الفاكهة والخضر والزهور في البلاد العربية بالمنظمة العربية للتنمية الزراعية 1974 م-1975 م
7. خبير اقتصادى لتحليل جدوى تنمية وادى مجردة السفلى، تونس 1976 م
8. عضو فريق دراسة اقتصاديـات الغذاء العربية بالمنظمة العربية للتنمية الزراعية 1974 م-1976 م
9. عضو ونائب رئيس فريق دراسة مستقبل اقتصاد الغذاء في الدول العربية 1976 م-1979 م
10. رئيس المجموعة الاقتصادية في برنامج الأمن الغذائي العربي بالمنظمة العربية للتنمية الزراعية 1978 م-1980 م
11. رئيس فريق تحليل السياسات الزراعية في الدول العربية بالمنظمة العربية للتنمية الزراعية 1980 م-1983 م
12. وضع النظام الإحصائي الزراعي للمنظمة العربية للتنمية الزراعية 1981 م
13. بحكم وظيفته كوزير للتجارة، فقد اشترك في صياغة العديد من الاتفاقيات على المستوى الثنائي والإقليمى لدعم التجارة البينية وتسهيل التجارة

ثالثاً: على المستوى الدولي
- عضو فريق مراجعة المركز الدولي للبحوث في الأراضي الجافة والقاحلة أيكاردا 1983 م
- عضو مجلس الأمناء للمركز الدولي لتحسين إنتاج القمح والذرة سميت1986 م-1992 م المكسيك
- عضو فريق الدراسة المشكل من مجلس الوحدة الاقتصادية العربية ومنظمة الأغذية والزراعة العالمية لتحديد المخزون الاستراتيجى الغذائي العربي، الأردن 1984 م
- عضو فريق الخبراء لوضع إستراتيجية الأمن الغذائي العالمي، روما، منظمة الأغذية والزراعة 1984 م
- كوزير للتجارة، اشترك في مباحثات ومفاوضات التجارة العالمية في مجالاتها المختلفة
- اشترك في مؤتمرات التجارة العالمية على المستوى الوزارى منظمة التجارة العالمية كذلك على المستوى الإقليمى الافريقى تجمع الكوميسا - مجموعة الـ15 - مجموعة الدول النامية الـ77
- خبرة مكثفة بأعمال التجارة خاصة في الدول الأفريقية والآسيوية وغيرها من التجمعات السوق الأوروبية - الولايات المتحدة الأمريكية، فضلاً عن خبرة واسعة في مجال التسويق والتجارة الداخلية

## البحوث
قام بنشر ما يقرب من مائة بحث في المجالات المحلية والأجنبية والمؤتمرات، وله مدرسة علمية متميزة منتشرة في أقسام الاقتصاد الزراعي بالهيئات المصرية والدول العربية من خلال أشرافه على رسائل الماجيستير والدكتوراه ومن خلال تاريخه العلمي والوظيفى والعمل العام، أسهم بفاعلية في قضايا الأمن الغذائي والتنمية الزراعية

## وفاته
توفي الدكتور أحمد جويلي مساء ليل الإثنين الثامن عشر من شهر أغسطس لعام 2014 بعد صراع مع المرض مخلفاً سمعة طيبة لدى جمهور المستهلكين إبان عهده كوزير للتموين.